# Kulstötning för damer vid inomhusvärldsmästerskapen i friidrott 2022
Damernas kulstötning vid inomhusvärldsmästerskapen i friidrott 2022 hölls den 18 mars 2022 på Štark arena i Belgrad i Serbien. 15 tävlande från 11 nationer deltog. Samtliga tävlande fick göra tre stötar och de åtta med bäst resultat fick därefter göra ytterligare tre stötar.
Auriol Dongmo från Portugal vann guldet efter ett världsårsbästa på 20,43 meter, vilket även blev ett nytt nationsrekord. Silvermedaljen togs av amerikanska Chase Ealey som tangerade det nordamerikanska rekordet med en stöt på 20,21 meter och bronset gick till Jessica Schilder från Nederländerna som stötte 19,48 meter.

## Resultat
Finalen startade klockan 18:50.
| Placering | Idrottare           | Nationalitet   | #1      | #2      | #3      | #4      | #5      | #6      | Resultat | Noteringar |
| --------- | ------------------- | -------------- | ------- | ------- | ------- | ------- | ------- | ------- | -------- | ---------- |
| 1         | Auriol Dongmo       | Portugal       | 19,32 m | 19,32 m | x       | x       | 20,43 m | x       | 20,43 m  | 0VB0, 0NR0 |
| 2         | Chase Ealey         | USA            | 18,65 m | 19,11 m | 18,88 m | 18,62 m | 20,21 m | x       | 20,21 m  | 0=AR0      |
| 3         | Jessica Schilder    | Nederländerna  | 19,01 m | 19,01 m | 18,98 m | 19,46 m | 18,98 m | 19,48 m | 19,48 m  |            |
| 4         | Fanny Roos          | Sverige        | 18,66 m | x       | 19,22 m | x       | 17,76 m | 18,24 m | 19,22 m  | 0SB0       |
| 5         | Maggie Ewen         | USA            | 18,16 m | 18,34 m | x       | 19,15 m | x       | x       | 19,15 m  |            |
| 6         | Danniel Thomas-Dodd | Jamaica        | x       | 18,77 m | x       | 18,38 m | 19,12 m | x       | 19,12 m  | 0SB0       |
| 7         | Sarah Mitton        | Kanada         | x       | 18,20 m | x       | x       | x       | 19,02 m | 19,02 m  |            |
| 8         | Sophie McKinna      | Storbritannien | 18,40 m | 18,62 m | x       | x       | 17,97 m | 18,19 m | 18,62 m  |            |
| 9         | Sara Gambetta       | Tyskland       | 18,16 m | 18,17 m | 17,66 m |         |         |         | 18,17 m  |            |
| 10        | Dimitriana Bezede   | Moldavien      | 17,64 m | x       | 18,07 m |         |         |         | 18,07 m  |            |
| 11        | Katharina Maisch    | Tyskland       | 17,83 m | x       | x       |         |         |         | 17,83 m  |            |
| 12        | Jessica Inchude     | Portugal       | 17,56 m | 17,27 m | x       |         |         |         | 17,56 m  |            |
| 13        | Amelia Strickler    | Storbritannien | 16,78 m | 16,73 m | 16,86 m |         |         |         | 16,86 m  |            |
| 14        | Livia Avancini      | Brasilien      | 16,52 m | 16,43 m | 16,85 m |         |         |         | 16,85 m  |            |
| 15        | Ivana Gallardo      | Chile          | 15,06 m | 16,08 m | 15,81 m |         |         |         | 16,08 m  |            |